# قلعه فتح‌آباد (کرمان)
قلعه نفر اختیارآباد در ۵ کیلومتری شهر کرمان، شهر اختیارآباد و در مجاورت باغ فتح‌آباد واقع شده‌است. این اثر در تاریخ ۲۴ اسفند ۱۳۸۳ با شمارهٔ ثبت ۱۱۶۰۱ به‌عنوان یکی از آثار ملی ایران به ثبت رسیده‌است.
مابین باغ فتح‌آباد و قلعه نفر اختیارآباد ریل راه آهن وجود دارد و می‌توان وقتی سوار بر قطار بود این بناهای تاریخی را از داخل واگن مشاهده کرد. مرمت گران باغ فتح‌آباد به راهی برخورد کرده‌اند که این عمارت را به قلعه نفر اختیارآباد آن سوتر از ریل وصل می‌کرده‌است گویا این دو بنای تاریخی به هم مرتبط بوده‌اند.

## نگارخانه

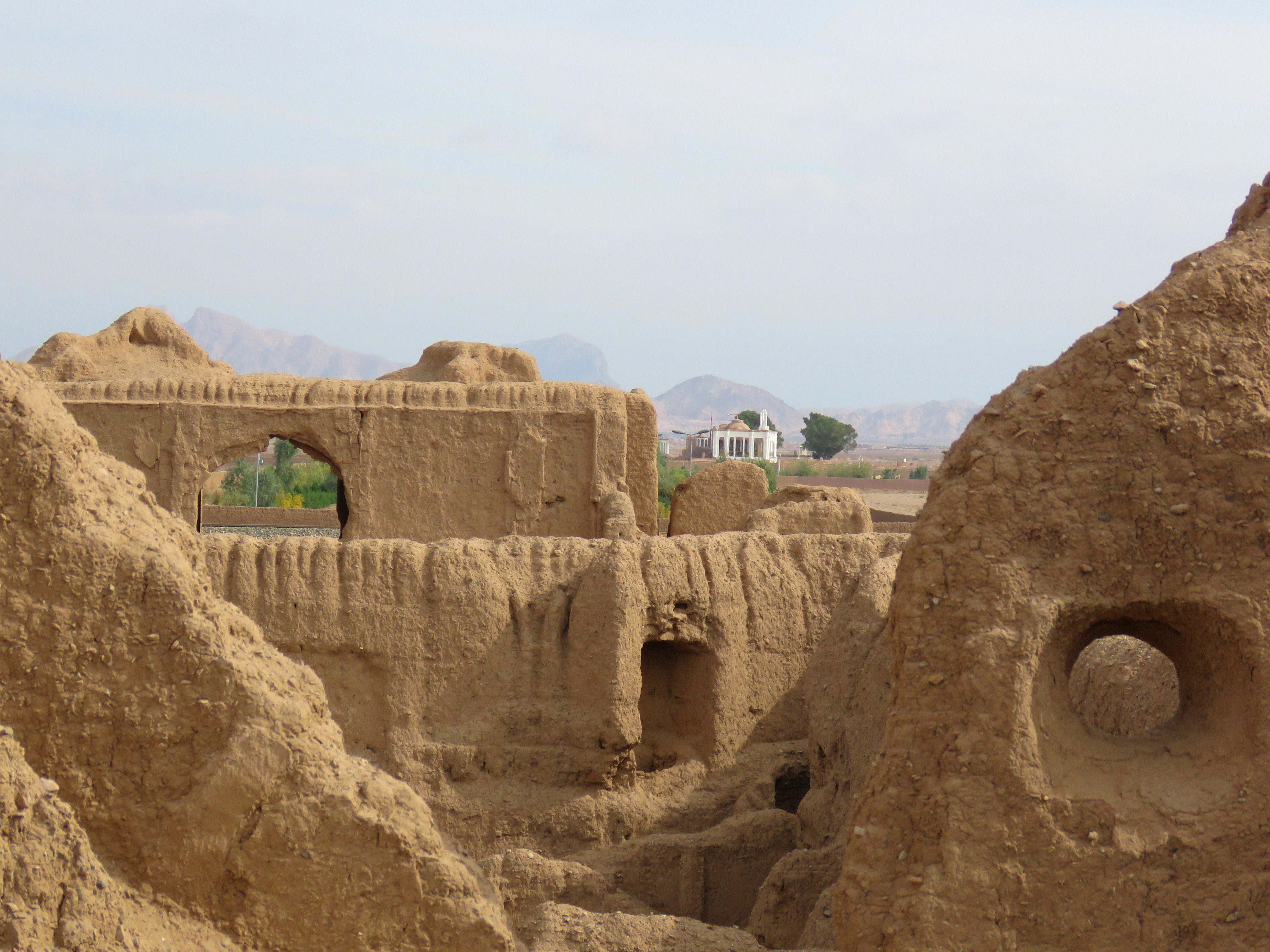
نمای باغ فتح آباد از داخل قلعه
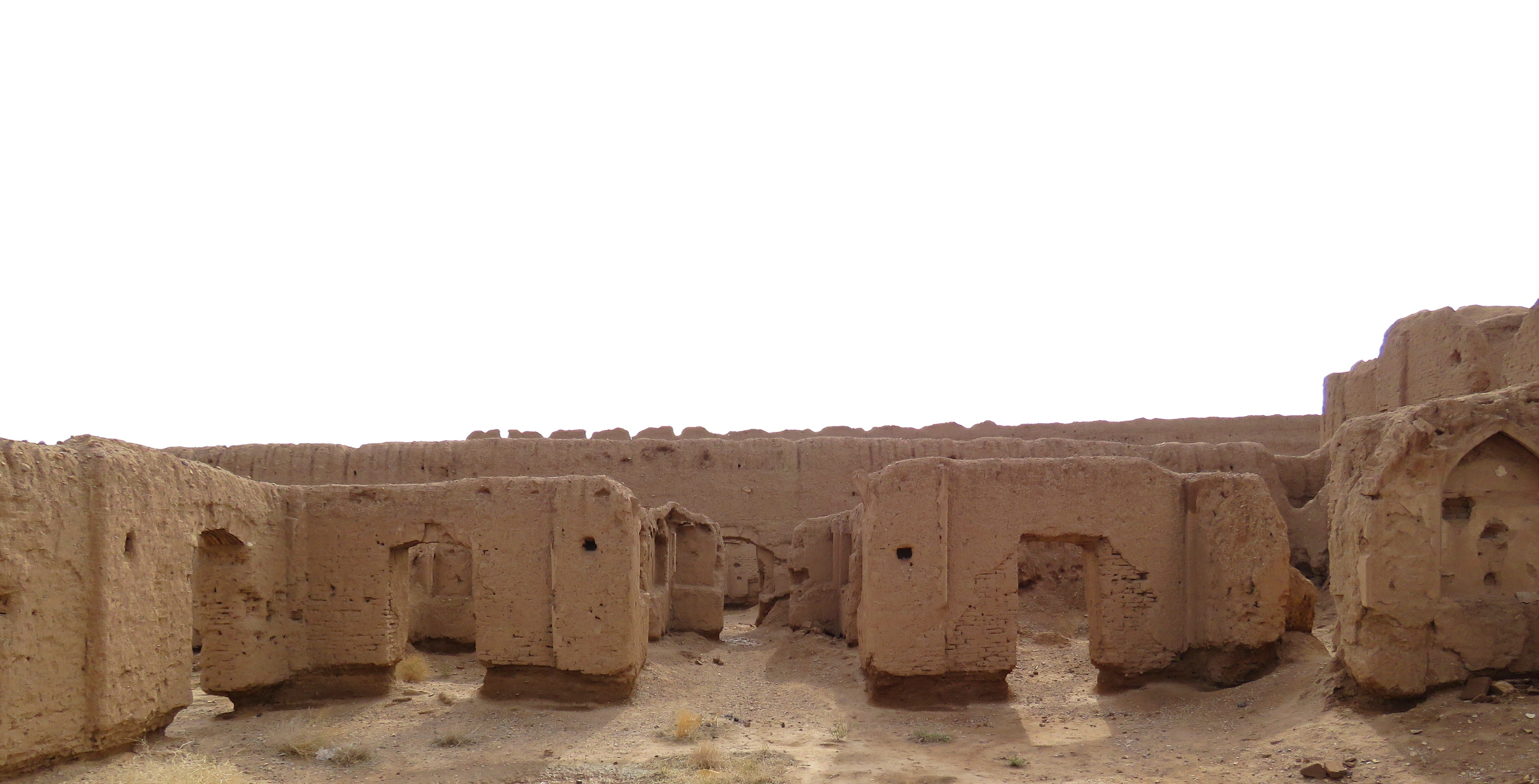
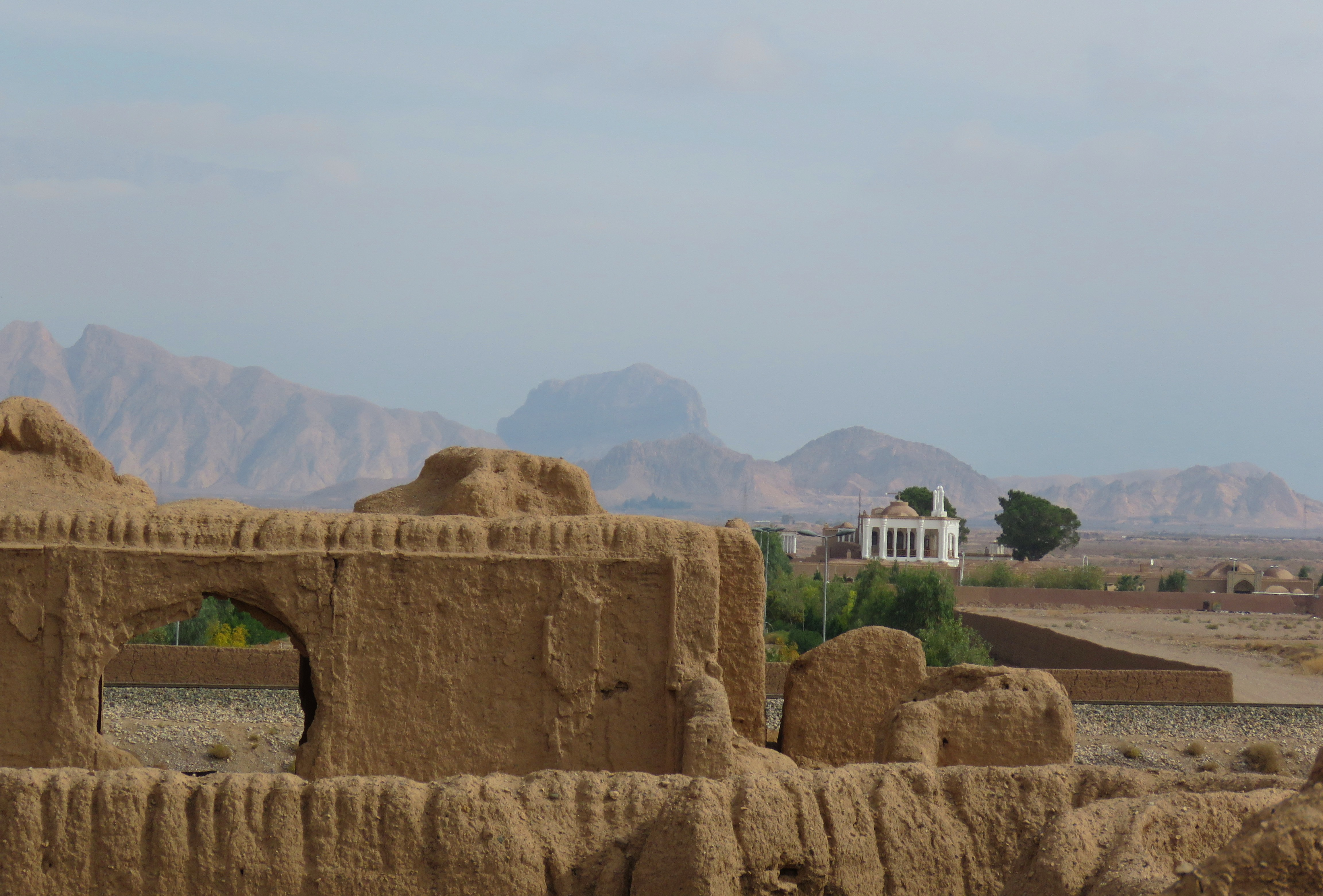
نمای باغ فتح آباد از داخل قلعه
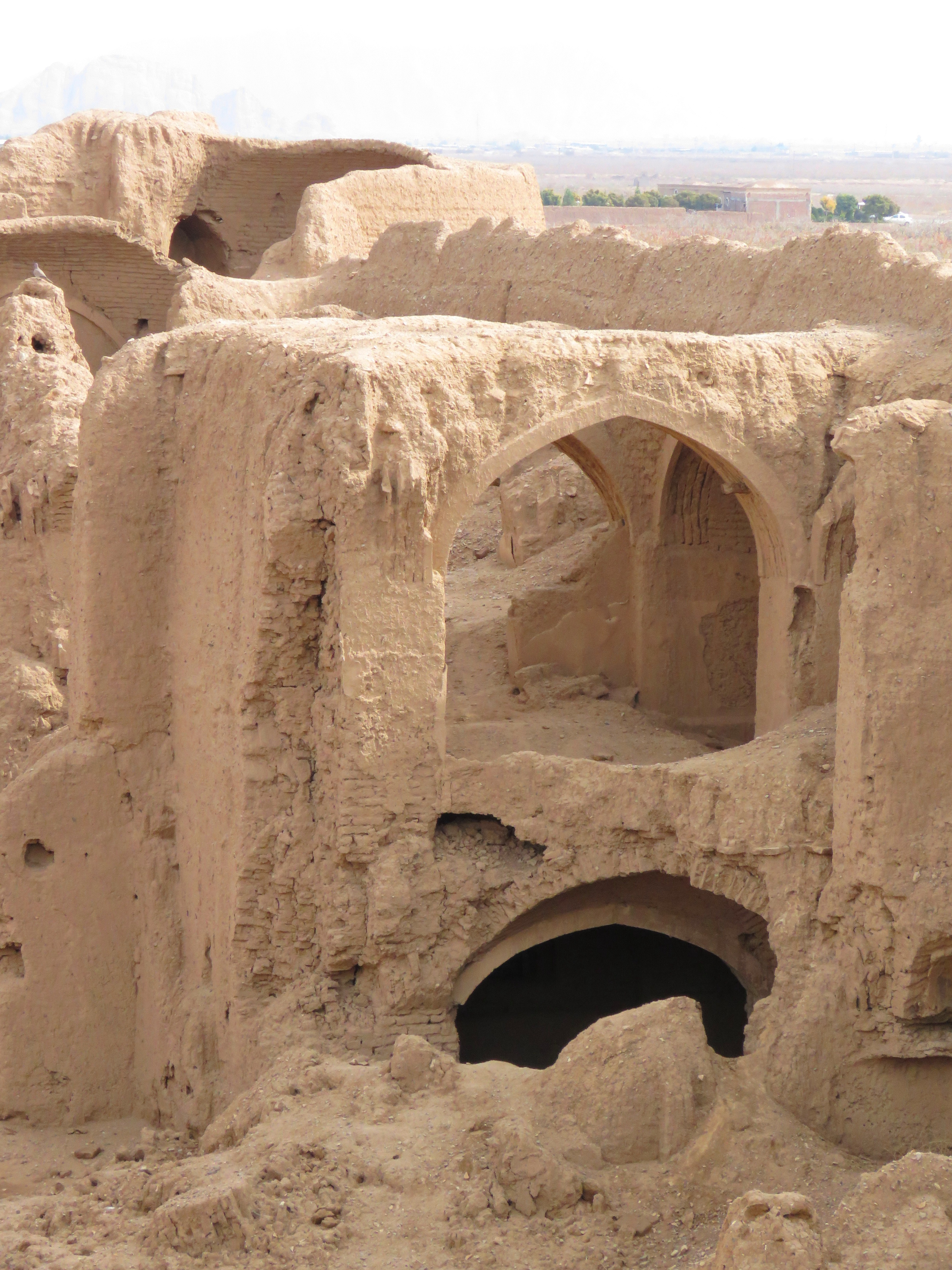
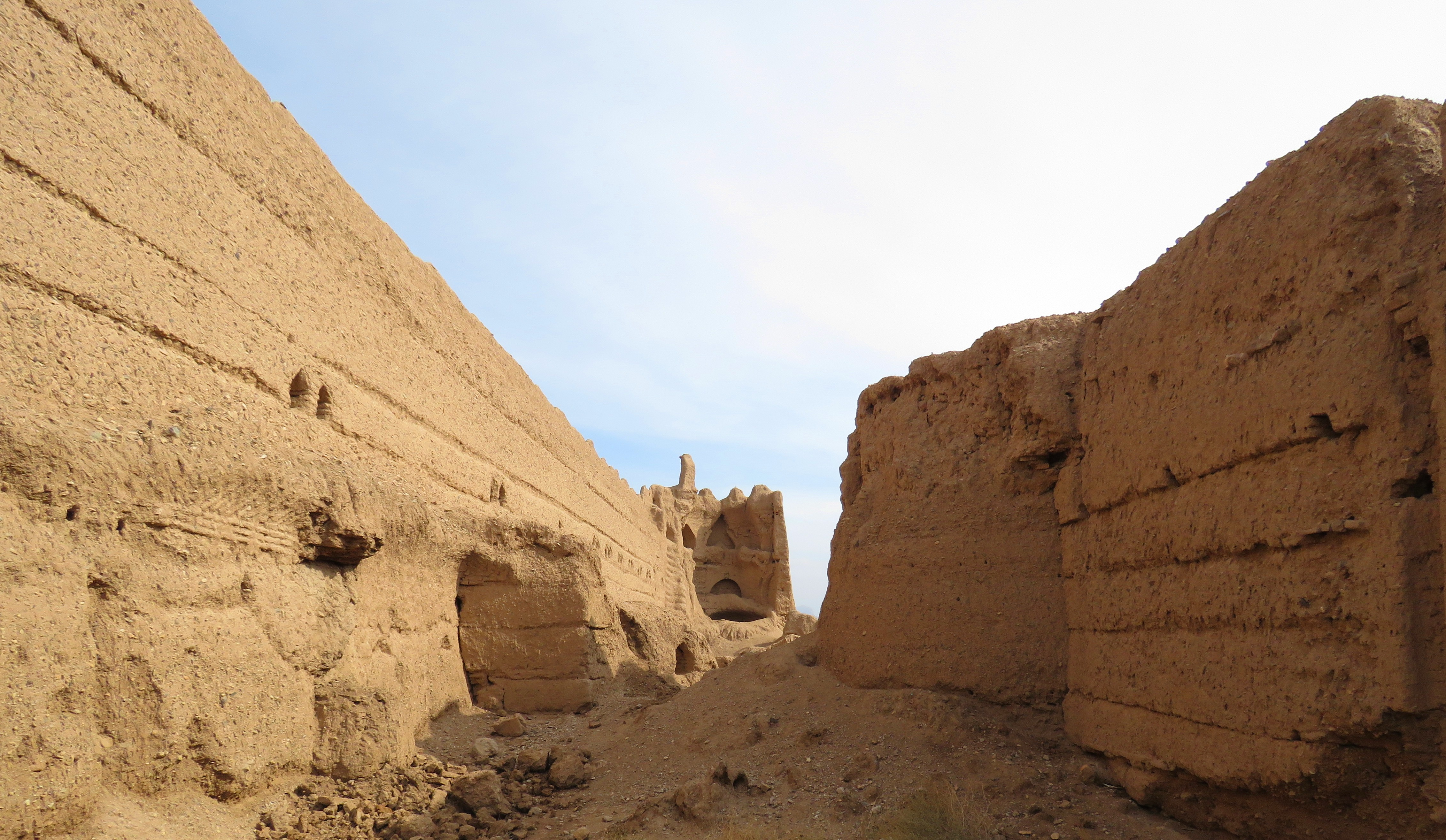
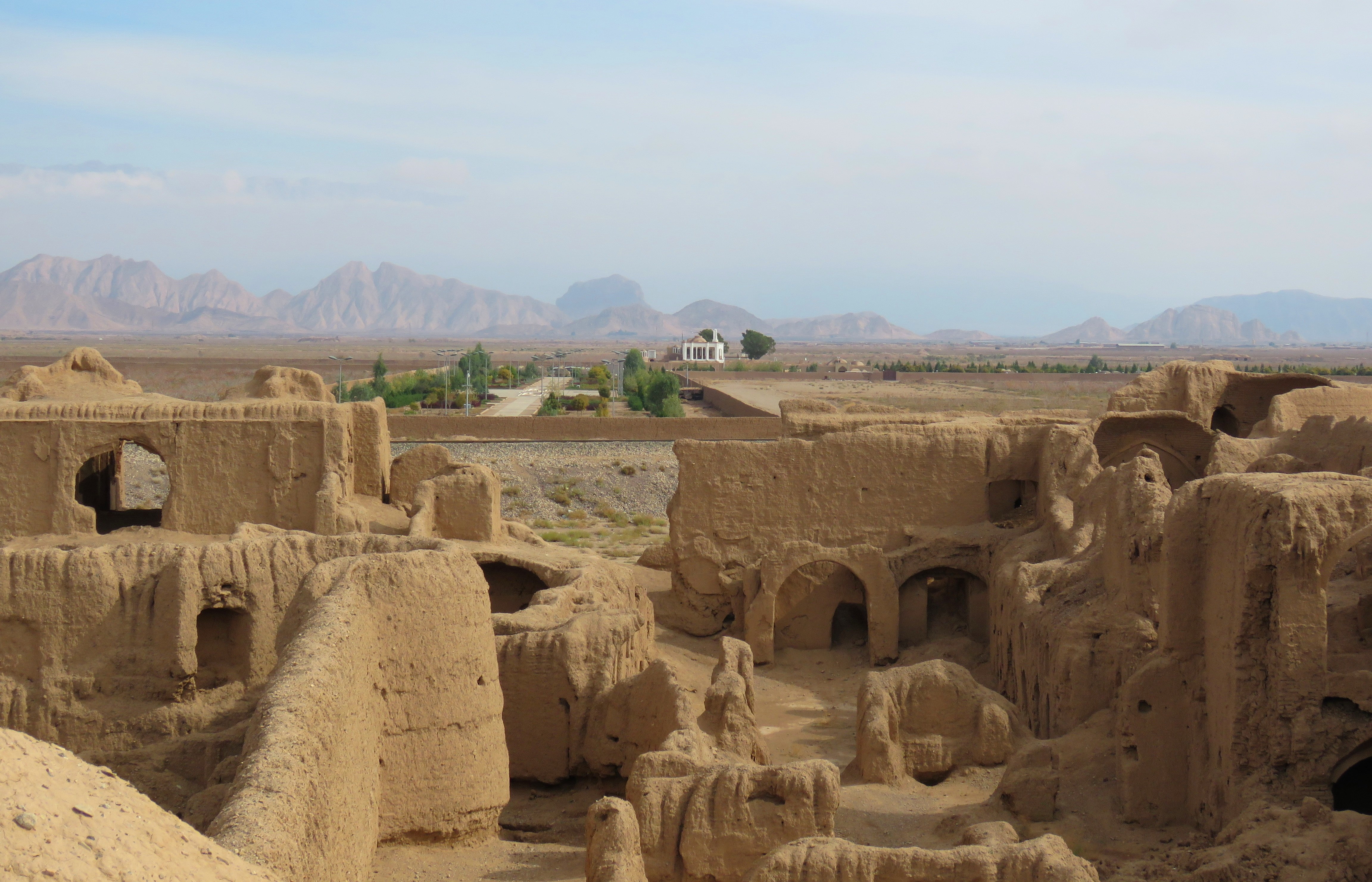
نمای باغ فتح آباد از داخل قلعه
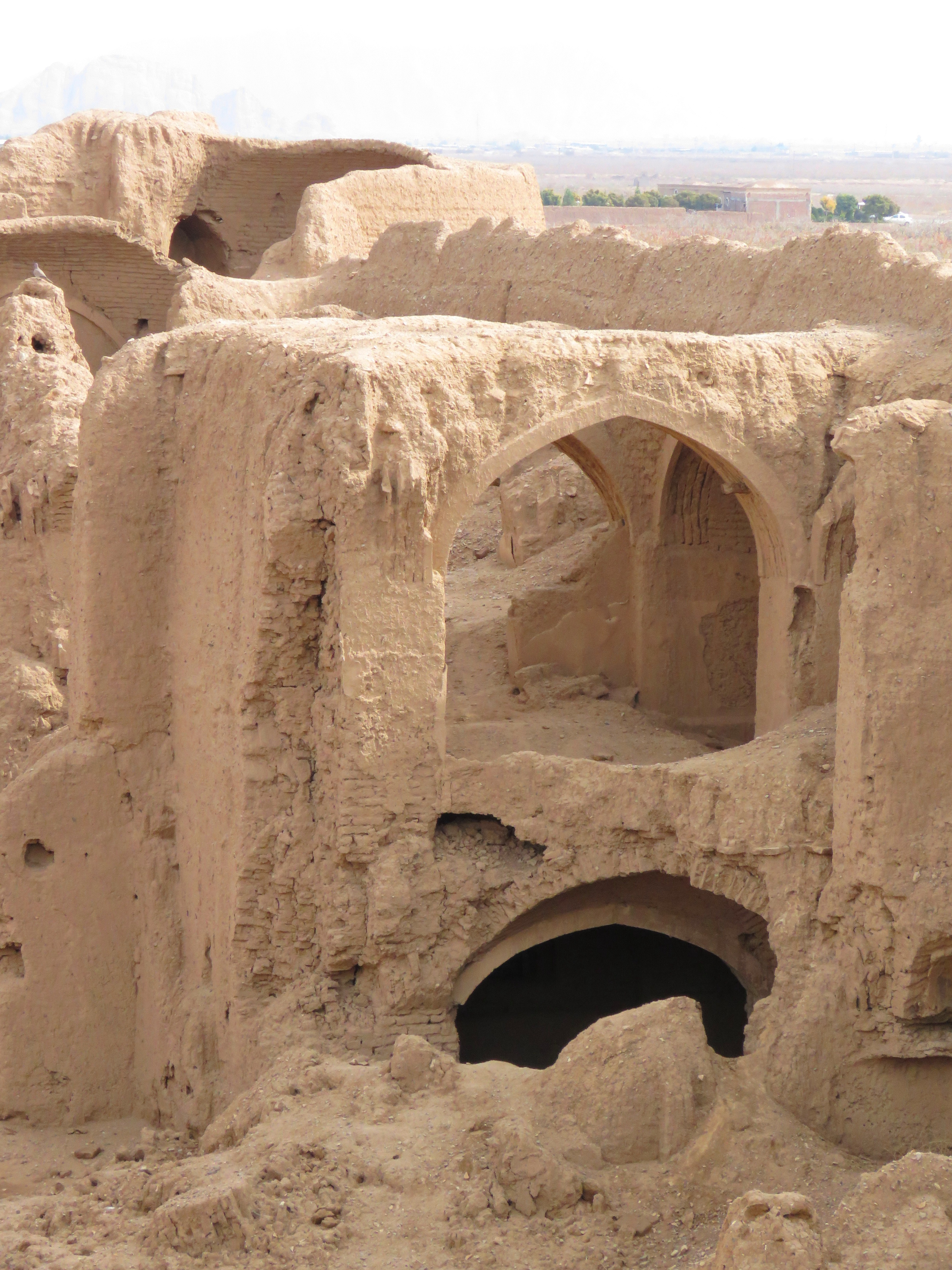
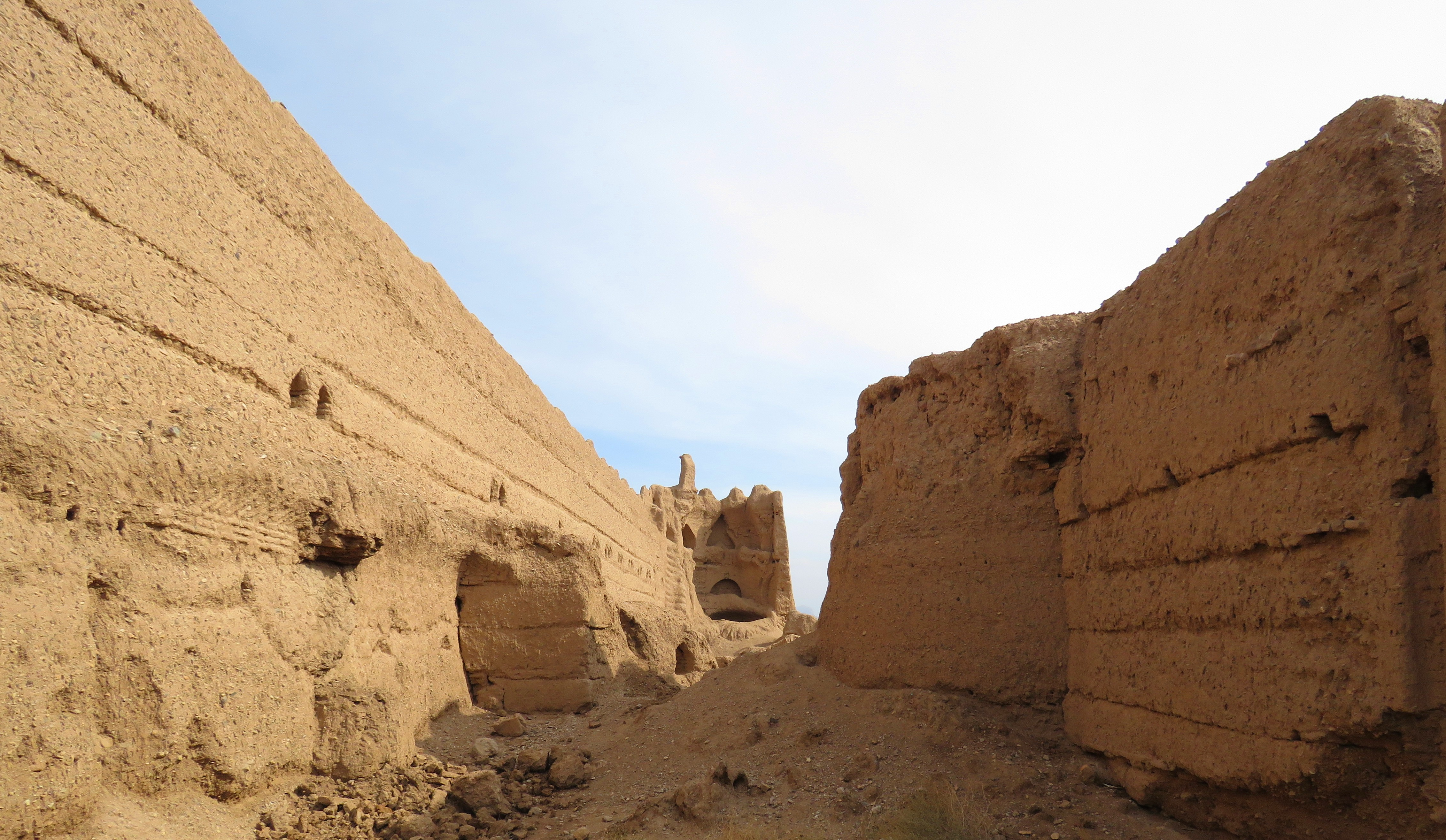
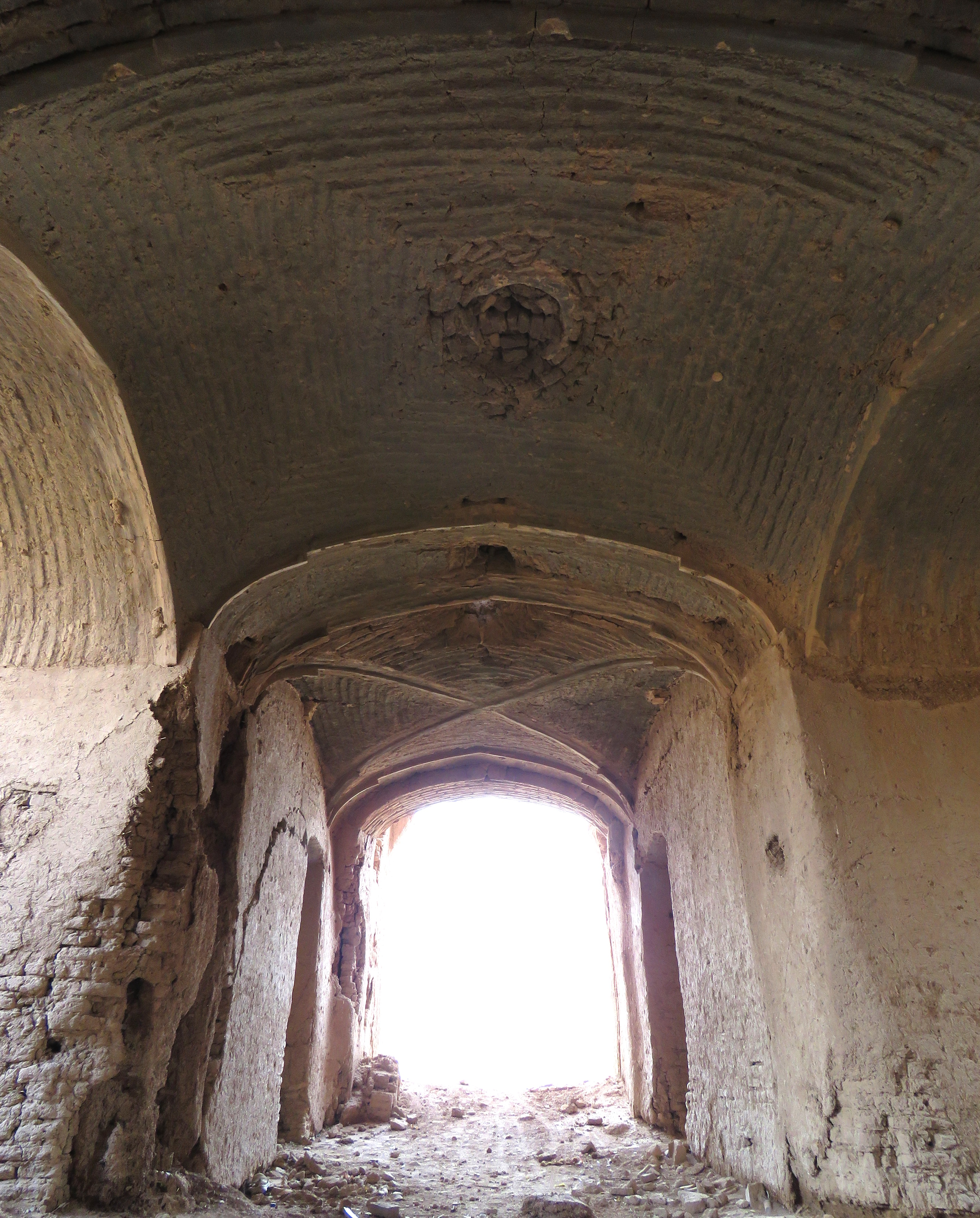
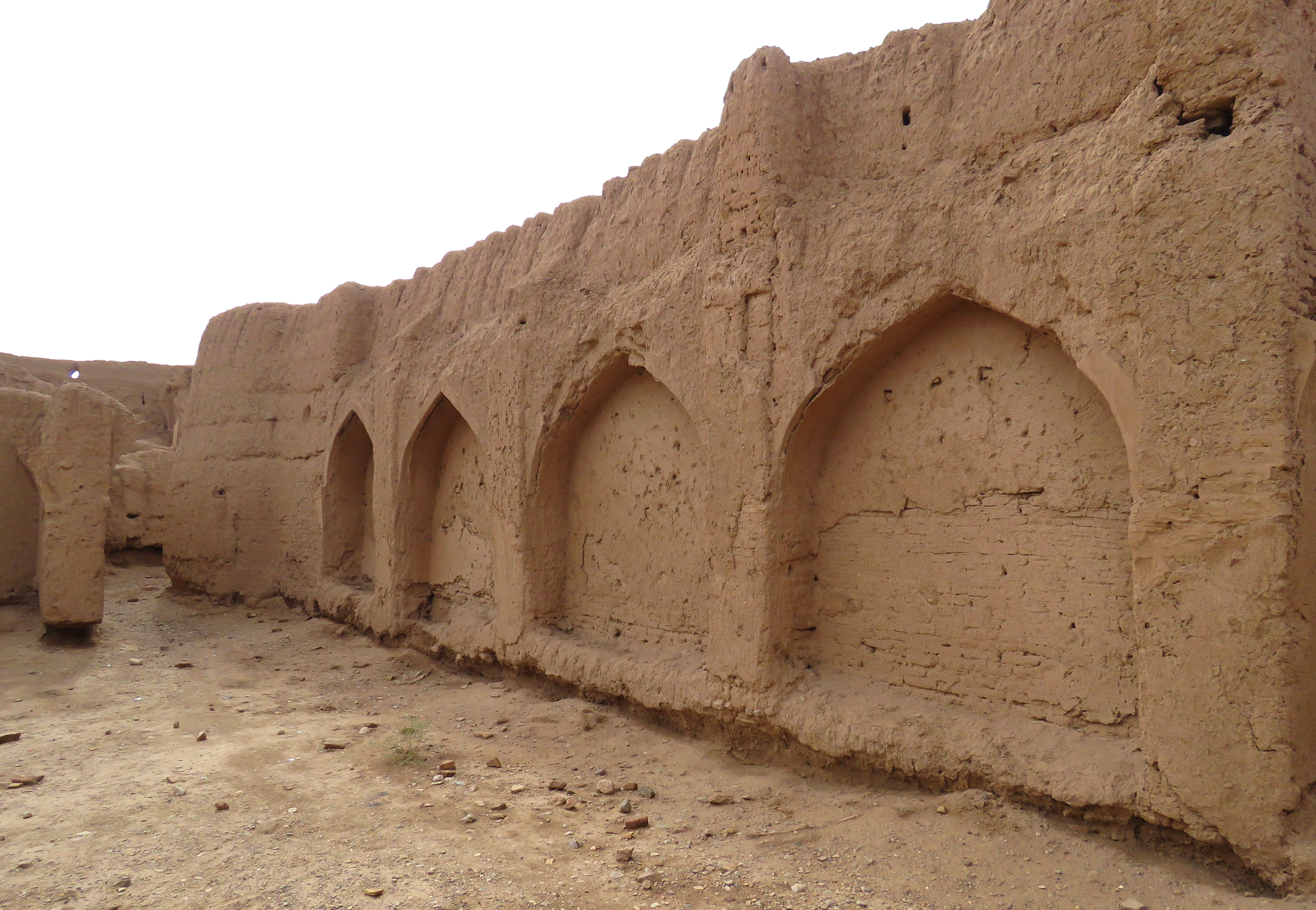
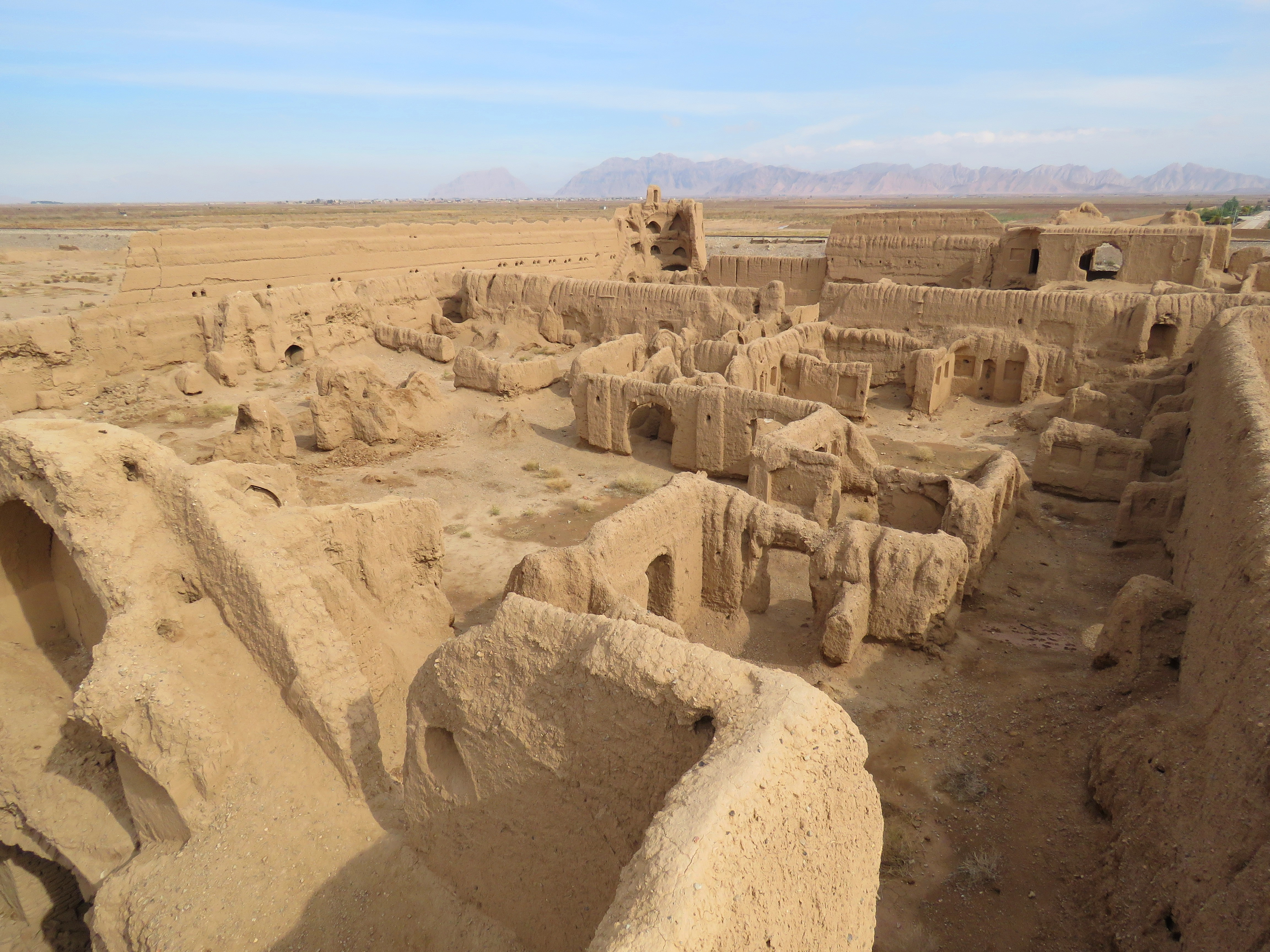
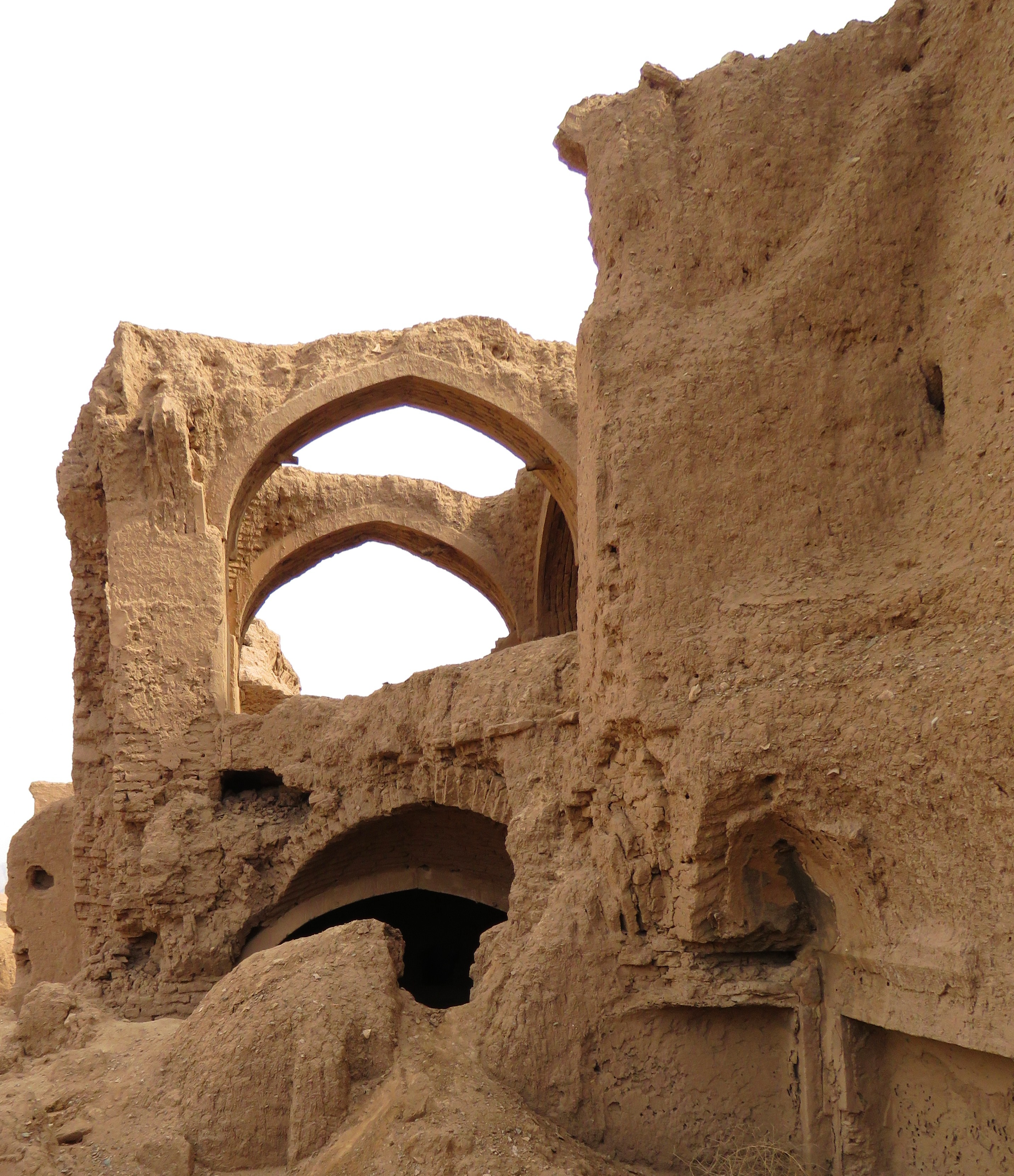
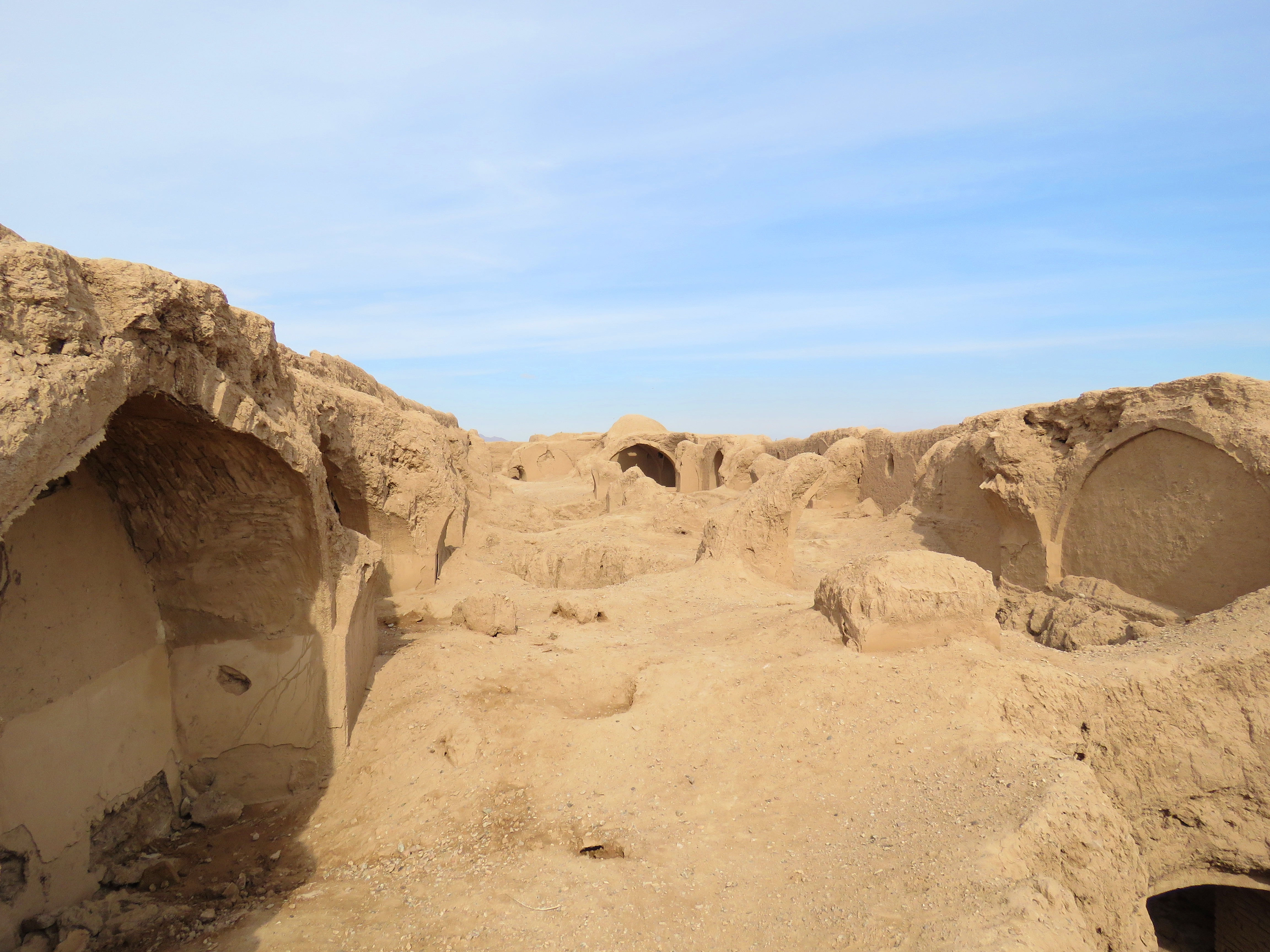
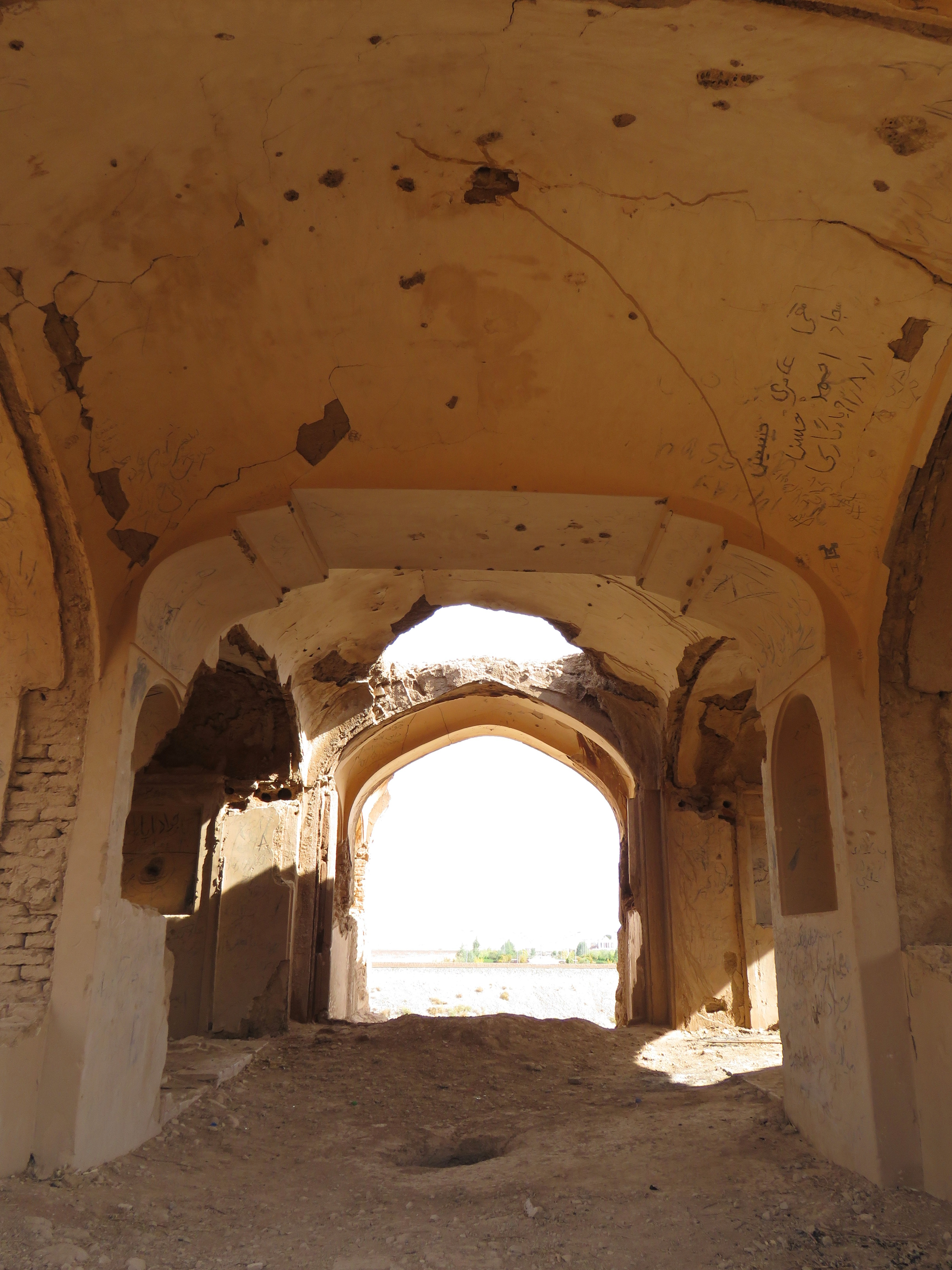
عمارت ورودی
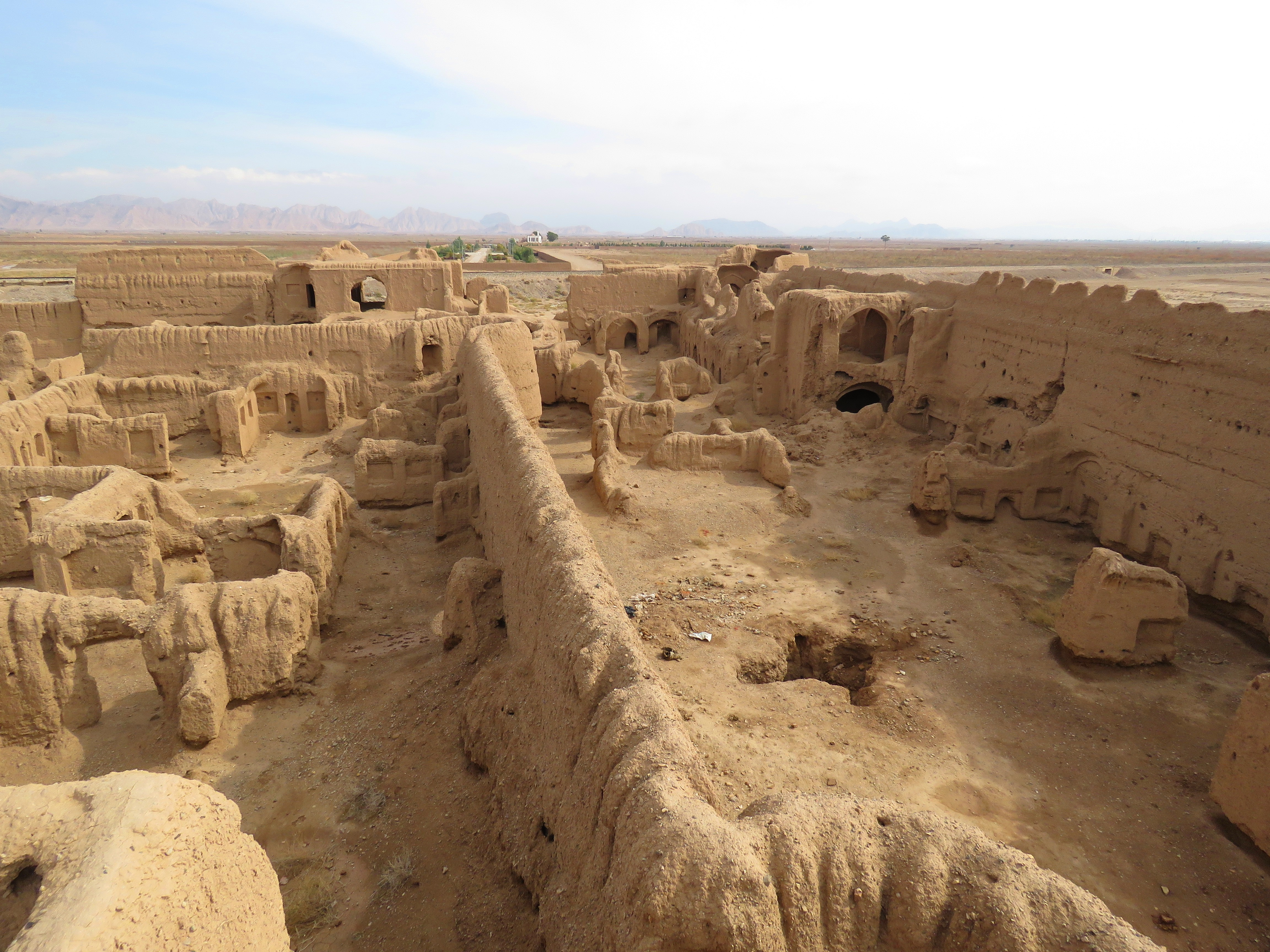
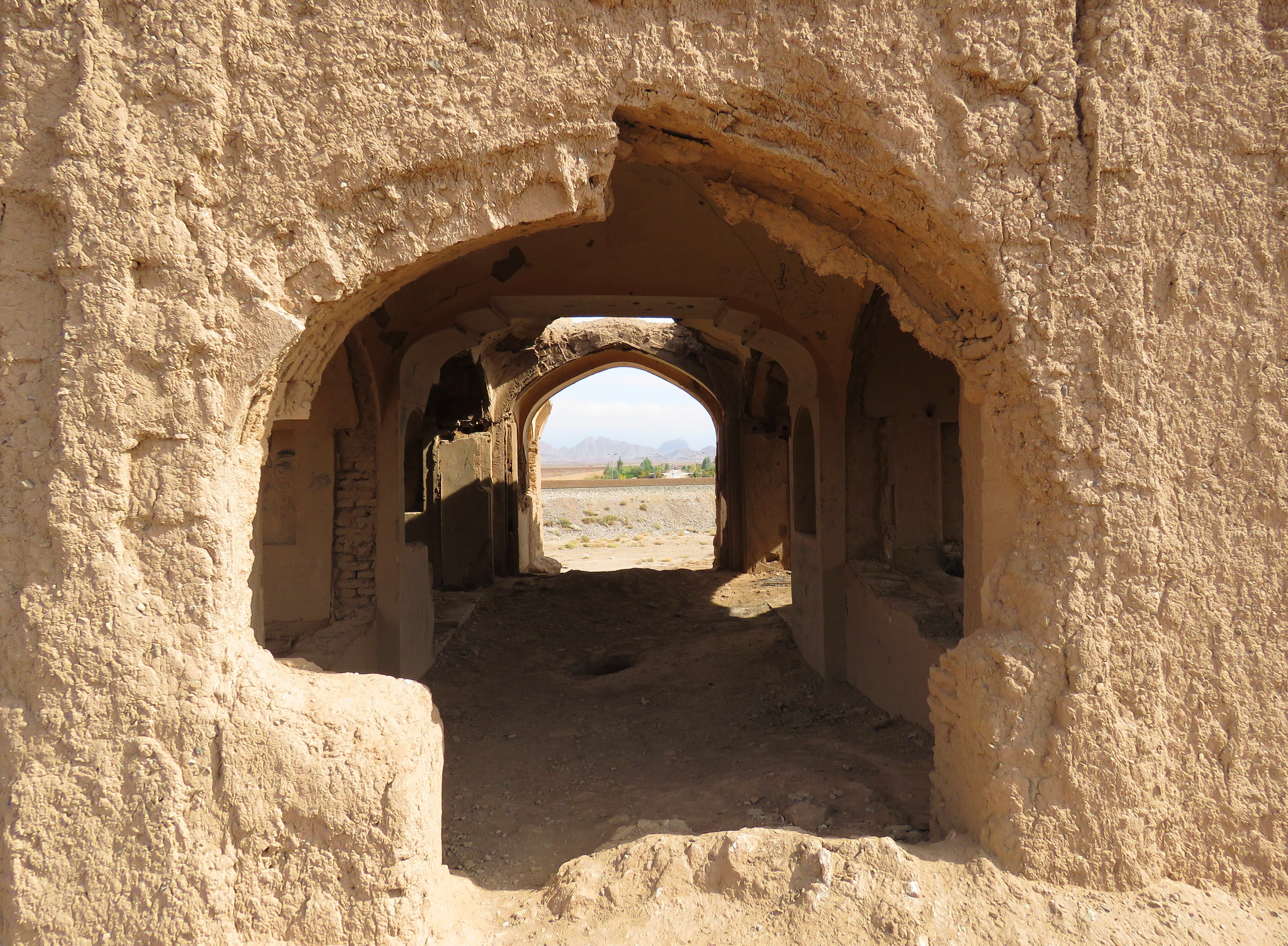
عمارت ورودی
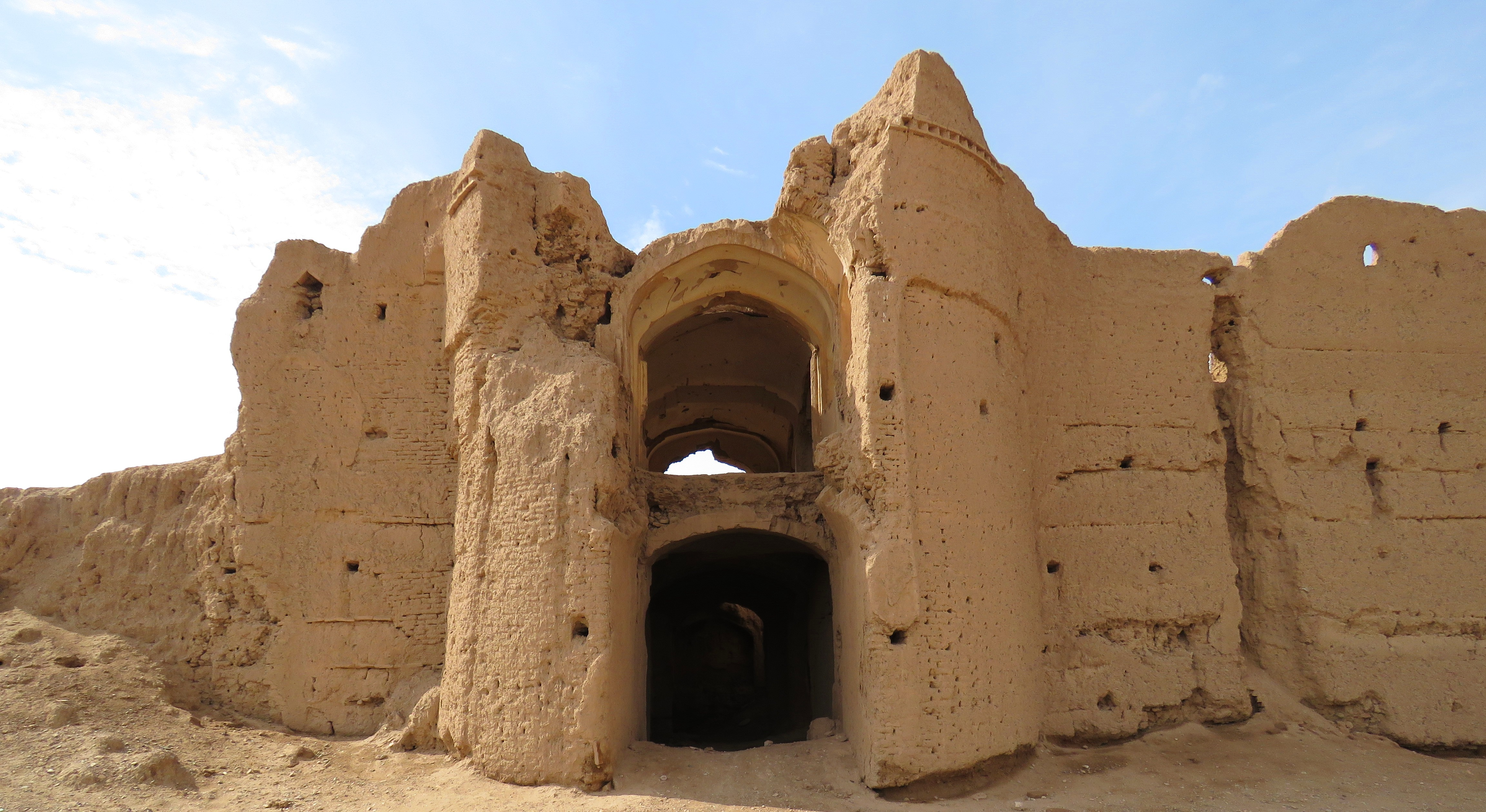
ورودی
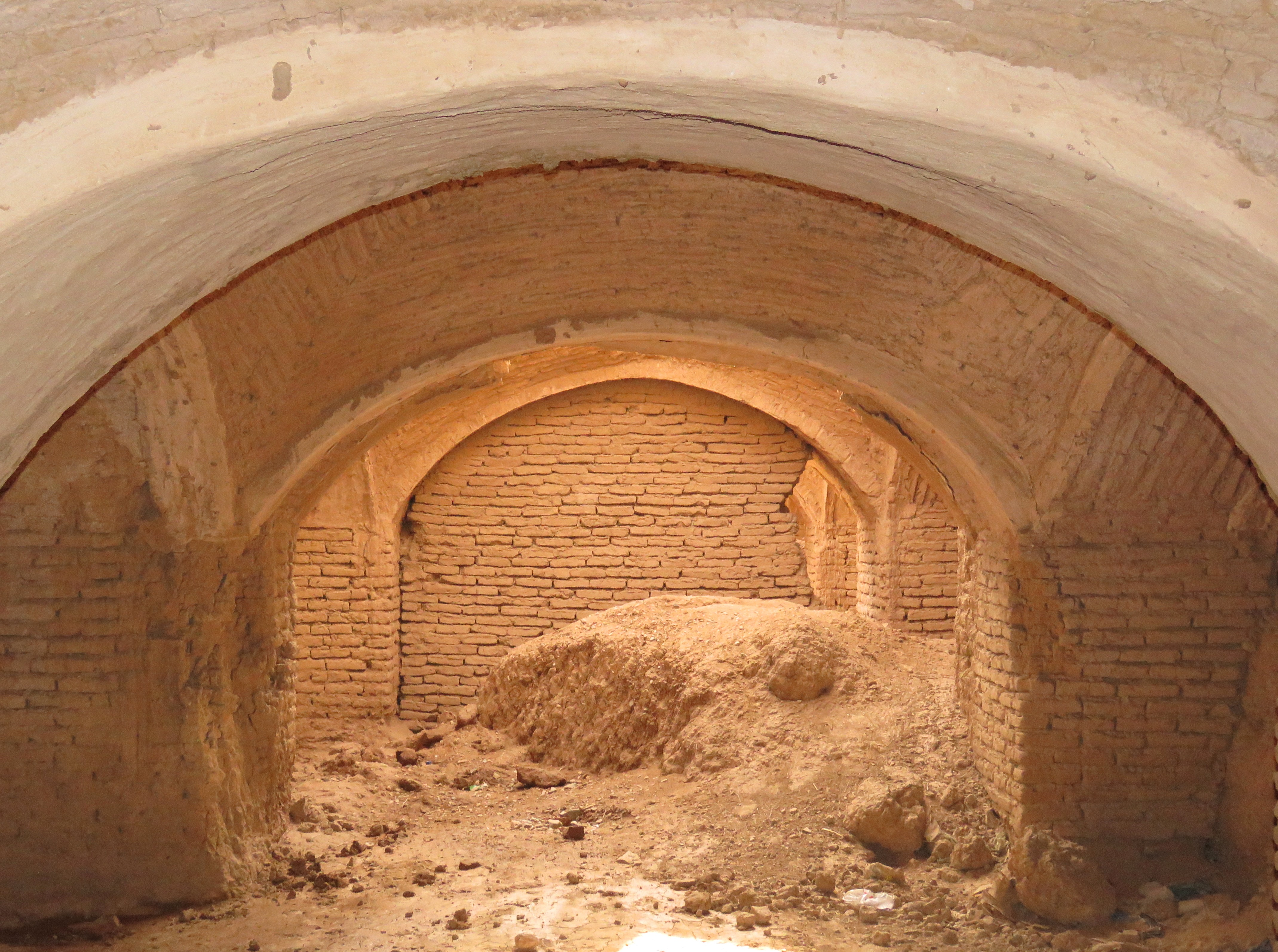
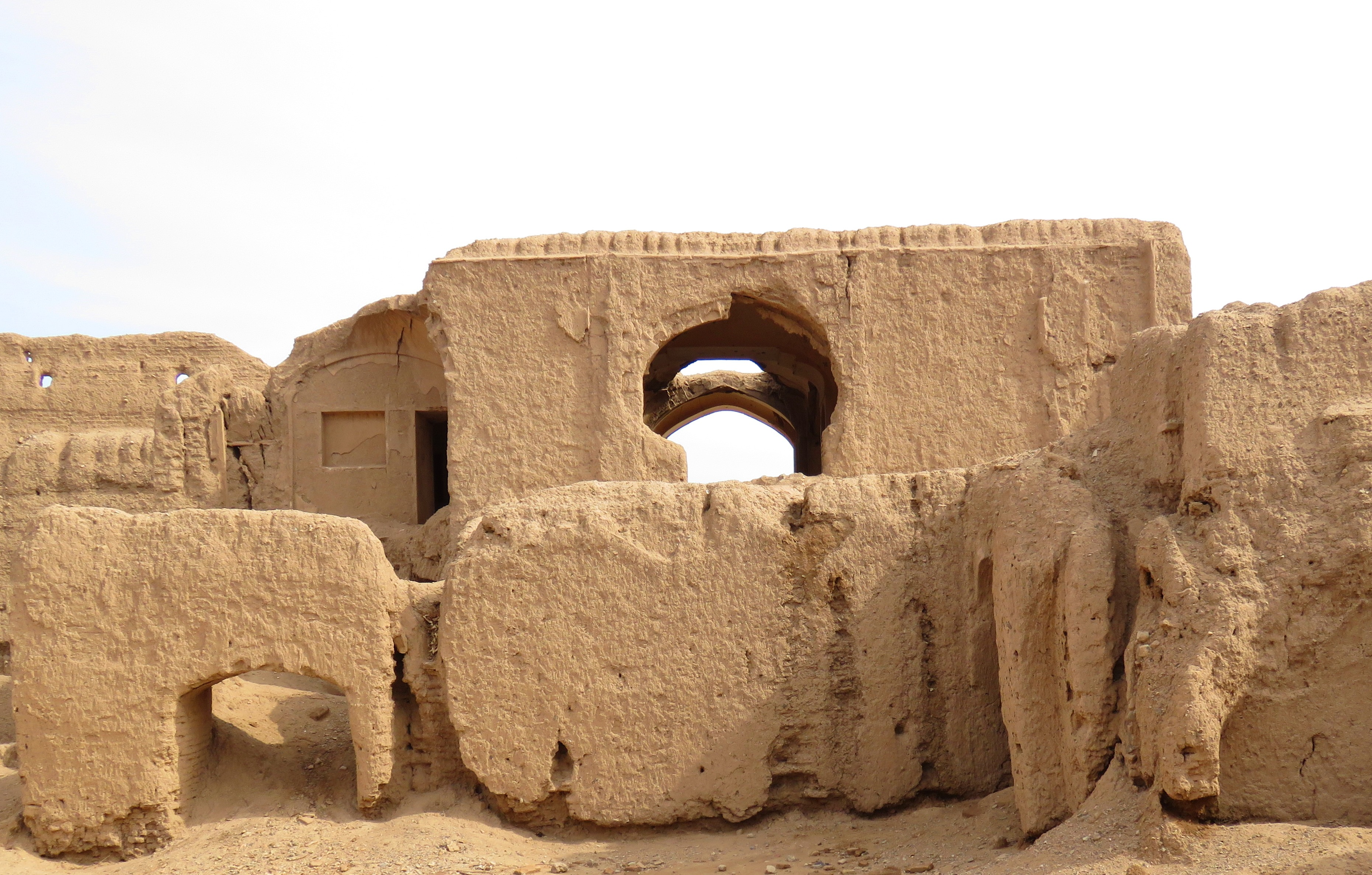
عمارت ورودی
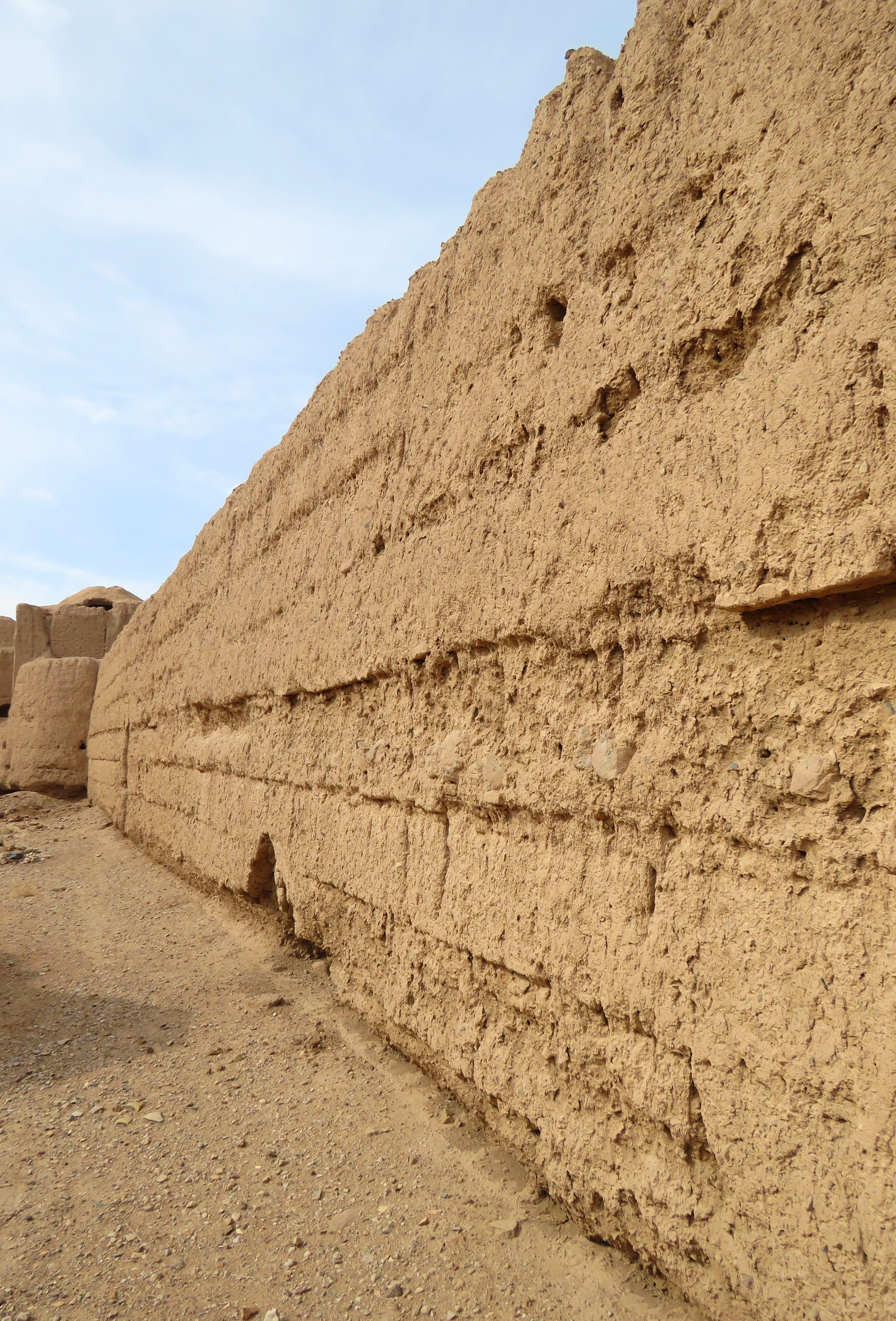
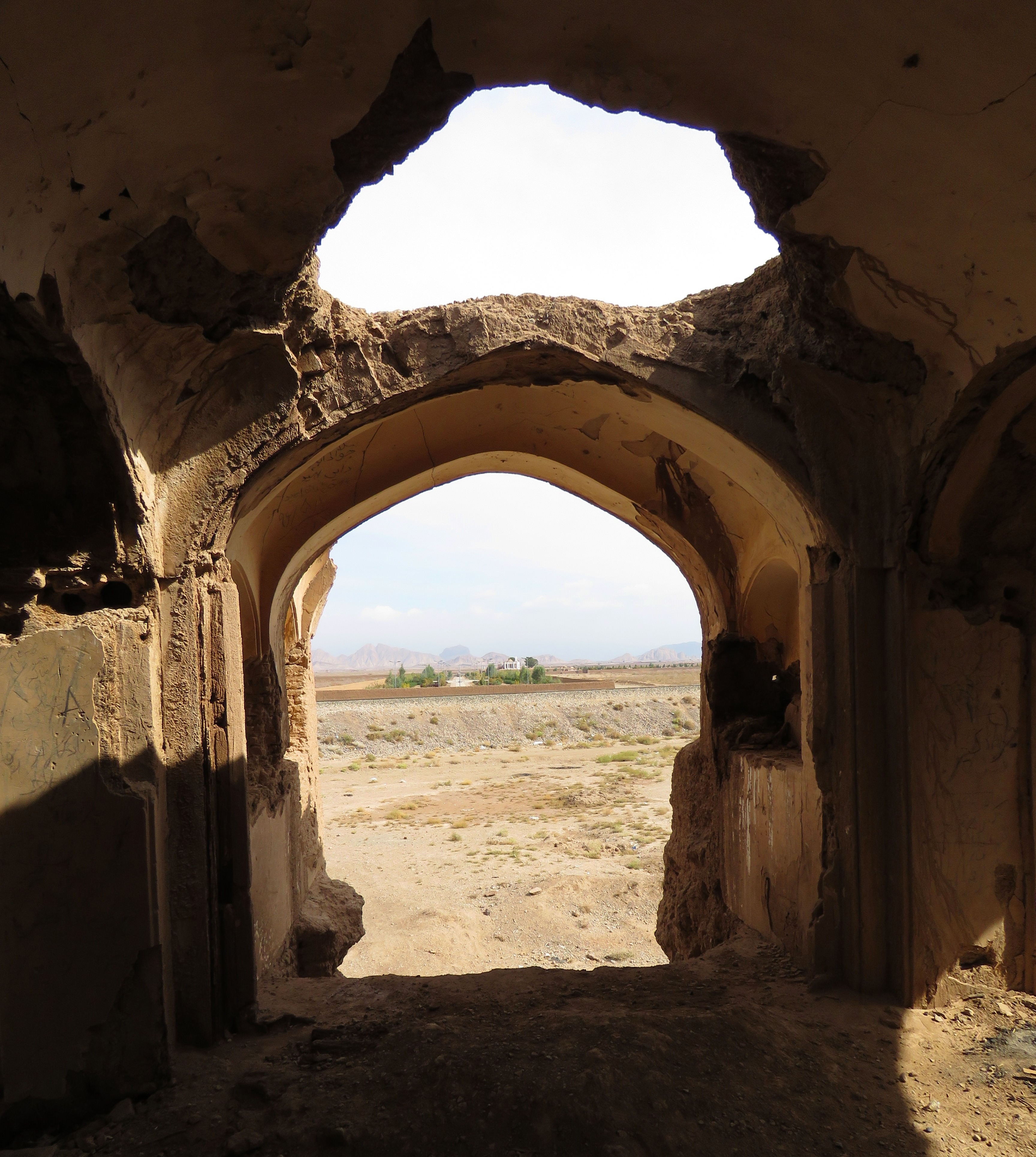
عمارت ورودی
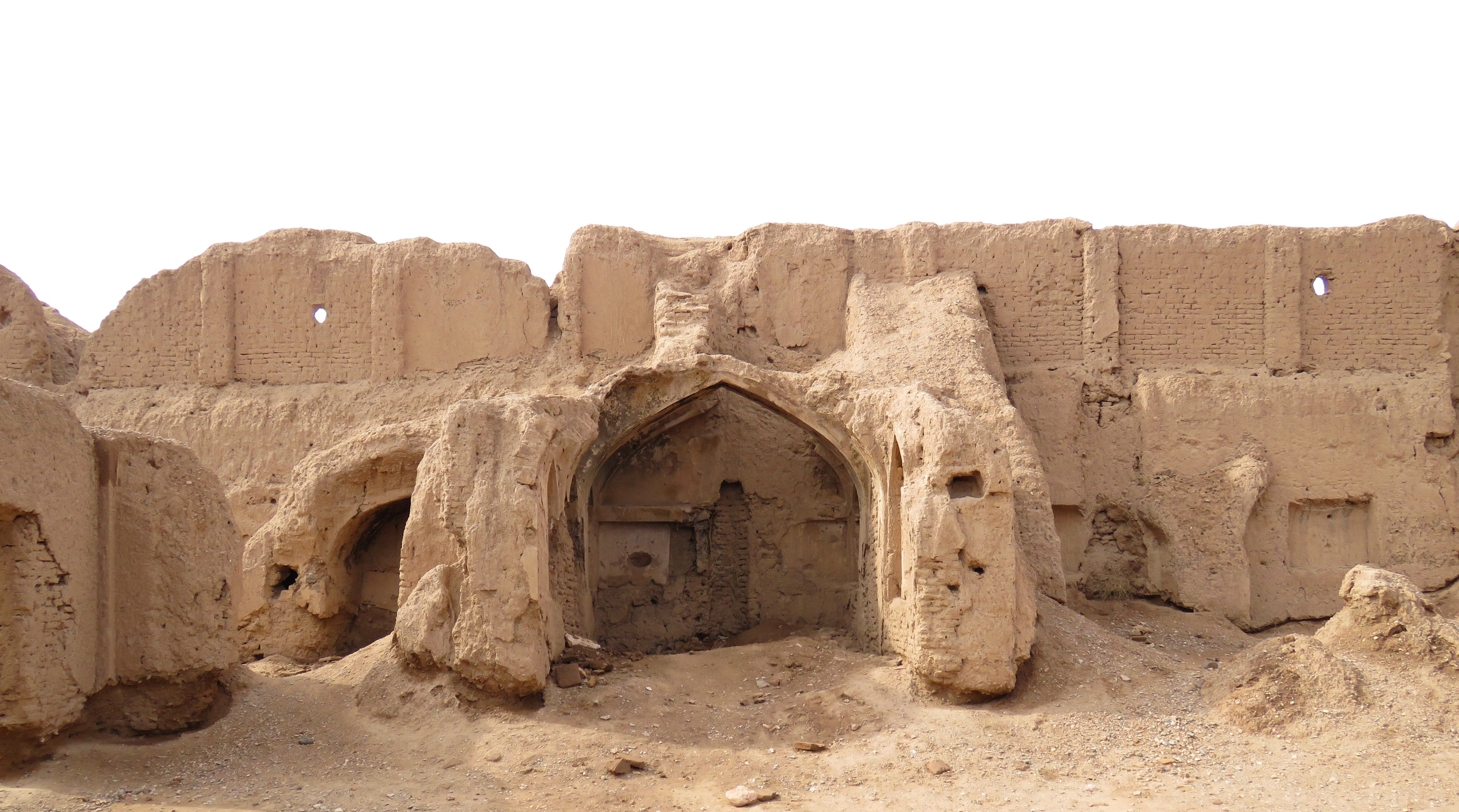